# Even If and Especially When
Even If and Especially When es el segundo álbum de estudio de la banda grunge de Seattle Screaming Trees publicado el 28 de marzo de 1987. Es su primer álbum publicado con la discográfica SST Records.

## Lista de canciones
| Even if and Especially When |                                    |          |  |
| N.º                         | Título                             | Duración |  |
| 1.                          | «Transfiguration»                  | 3:53     |  |
| 2.                          | «Straight Out to Any Place»        | 2:00     |  |
| 3.                          | «World Painted»                    | 2:59     |  |
| 4.                          | «Don't Look Down»                  | 2:53     |  |
| 5.                          | «Girl Behind the Mask»             | 2:33     |  |
| 6.                          | «Flying»                           | 3:14     |  |
| 7.                          | «Cold Rain»                        | 3:34     |  |
| 8.                          | «Other Days and Different Planets» | 3:12     |  |
| 9.                          | «The Pathway»                      | 3:25     |  |
| 10.                         | «You Know Where It's At»           | 2:29     |  |
| 11.                         | «Back Together»                    | 2:08     |  |
| 12.                         | «In the Forest»                    | 4:04     |  |
| 36:24                       |                                    |          |  |